# Ermengol I d'Osona
Ermengol I d'Osona (ca. 925 - Baltarga, 21 d'agost de 943) fou infant de Barcelona i comte d'Osona (939-943).

## Orígens familiars
Era fill gran i primogènit del comte de Barcelona Sunyer I i Riquilda de Tolosa. Era net per línia paterna del comte Guifré el Pilós i Guinidilda d'Empúries, i per línia materna d'Ermengol de Roergue i Adelaida de Tolosa. Fou germà gran dels comtes de Barcelona Miró I i Borrell II, i també d'Adelaida i Guillem de Barcelona.

## Biografia
El 939 fou nomenat comte d'Osona pel seu pare, separant-se així de la dinastia principal del comtat de Barcelona. La seva mort prematura el 943 provocà que el comtat d'Osona fos restituït al de Barcelona, novament en mans del seu pare.